# Hoya kuhlii
Hoya kuhlii là một loài thực vật có hoa trong họ La bố ma. Loài này được (Blume) Koorders mô tả khoa học đầu tiên năm 1912.